# Virginia Gutiérrez de Pineda
Virginia Gutiérrez de Pineda (Socorro, Santander, 4 de noviembre de 1921-Bogotá, 2 de septiembre de 1999) fue una antropóloga colombiana egresada de la Escuela Normal Superior, donde se graduó como Licenciada en Ciencias Sociales y Económicas en 1944, como también obtuvo el grado de Etnóloga en el Instituto Etnológico Nacional ese mismo año. Posteriormente realizó un máster en Antropología Social y Médica (1953-1953) en la Universidad de California en Berkeley. Finalmente, obtuvo su doctorado en Ciencias Sociales y Económicas en la Universidad Pedagógica Nacional, en 1962. Es considerada pionera de los estudios de familia en Colombia, la antropología médica, y catalogada posteriormente como socióloga, debido a su fuerte influencia investigativa e intervencionista desde planteamientos teóricos enfocados en dicha disciplina. 
En 1960, participó con otros intelectuales y profesionales colombianos, entre ellos Orlando Fals Borda, Eduardo Umaña Luna, María Cristina Salazar, Darío Botero Uribe, Carlos Escalante y Tomás Ducay, en la fundación de la primera facultad de Sociología de América Latina, en la Universidad Nacional de Colombia.
Su obra se destaca por desarrollar temas propios de la antropología, se enfocó principalmente en las regiones colombianas, estudiando la composición y transformación de las estructuras familiares, conjuntamente de la medicina popular. Su principal libro Familia y cultura en Colombia (1963), se destaca por visibilizar las tipologías, funciones y dinámicas de las familias, desde manifestaciones múltiples del mosaico cultural y estructuras sociales. Demostrando así, que las familia en Colombia difieren mucho de la idea tradicional y legal que se tenía sobre ellas anteriormente. Uno los reconocimientos que se otorgaron a su trabajo, consistió en la incorporación de su rostro en el nuevo billete de 10 mil pesos que comenzó a circular a partir de 2016.

## Primeros años
Virginia Gutiérrez Cancino nace el 4 de noviembre de 1921 en el municipio de Socorro en el departamento de Santander, en la vereda Barirí, hija de padres profundamente católicos y conservadores, Gamaliel Gutiérrez y María Cancino, compartió su infancia con sus dieciséis hermanos, de los cuales únicamente once sobrevivieron. Su infancia se desarrolló a través de una disciplina familiar, el modelo de una vida ascética y la crianza de padres estrictos pero amorosos. Virginia Gutiérrez de Pineda recuerda esta época con profunda nostalgia:
Volver a mis patrios horizontes constituye para mí un verdadero retorno al claustro materno y hallarme en su régimen de seguridad absoluta y en su paz. Aunque no regreso hoy con la alegría infantil que se desparramaba en los riscos del Fonce, aromados con los azahares del arrayán, la lumbre de las clavellinas de las orillas de las quebradas, y en pos de uvillas y camaronas o de nido de perúlacas. Tampoco me trae hoy la visión juvenil que buscaba pares en el afecto dentro del entorno hogareño de reciedumbre y trabajo. Hoy vuelve la mujer madura con toda la racionalidad de su mente, que con amor, pero con serenidad, se dedicó a indagar en su gente con espíritu académico. (Como se citó en Pachón, 2005, p. 250)

### Estudios de educación primaria y secundaria
Sus estudios de primaria los realizó en el colegio de la señorita Esther Posada, donde mostró su amor por la lectura, y su gran interés por la naturaleza, como lo indica su pasatiempo habitual de observar el comportamiento de los pequeños animales y tratar de hacer conjeturas frente a las conductas de estos seres. Su bachillerato lo realizó en el Instituto Pedagógico Nacional, donde dicha orientación que tenía con animales la trasladó a analizar los comportamientos humanos, además mostró un gran interés por las matemáticas.
Al finalizar sus estudios de bachillerato y ante un contexto nacional donde las mujeres no solían ingresar a la universidad ni realizar estudios profesionales, el médico y educador José Francisco Socarrás, anunció cupos de ingreso para la Escuela Normal Superior, de los cuales obtuvo una plaza ante un gran concurso nacional. Su vida tomó un enfoque ligado a lo artístico, el amor por la lectura de novelas, poesía y filosofía cambió su forma de pensar y de imaginar su futuro profesional, que se distanciaba de la enfermería y la pedagogía, disciplinas que se catalogan para el momento como propias para las mujeres, a causa del imaginario del papel femenino de cuidar y educar.

### Estudios de educación superior
En este momento de su vida, y ante problemas de orientación vocacional, se acrecentó una fuerte inquietud sobre qué carrera profesional debería estudiar, pues sentía interés por la medicina, las matemáticas y las ciencias sociales. La directora del Instituto Pedagógico Nacional, Esther Aranda, tuvo gran incidencia en la decisión que tomó dado que formaría su interés por optar por la carrera de Antropología, antes Etnología. Gracias a la beca obtenida en la Escuela Normal Superior, obtuvo la Licenciatura de Ciencias Sociales y Económicas entre 1941 y 1944, episodio que marcaría fuertemente su enfoque académico, pues toda su vida recordaría y reconocería la importancia de la formación recibida allí.
Al mismo tiempo desarrollaría su carrera como etnógrafa en el Instituto Etnológico Nacional entre 1942 y 1944, hoy llamado Instituto Colombiano de Antropología e Historia. Fue esta época en la que desarrollaría por primera vez sus habilidades etnográficas con el estudio de los Motilones, Los Guajiros y los Chocoes. Su trabajo se caracterizaría posteriormente por conectar las metodologías cualitativas y cuantitativas, conservando el enfoque etnográfico. Mientras que trataba las temáticas de etnografía indígena, familia y antropología médica, como también problemas sociales propios del siglo XX, como los estudios de género, el rol de la mujer, y el impacto de la mujer en las estructuras de la sociedad colombiana.

## Carrera profesional

### Primeras publicaciones
Bajo la influencia de su profesor y etnólogo francés, Paul Rivet, quien había llegado a Colombia huyendo de la persecución nazi en su país, conjuntamente de sus legados sobre las teorías sobre las migraciones y el hombre americano, inicia Virginia Gutiérrez en compañía de su colega y esposo Roberto Pineda Giraldo, dos investigaciones que permitirían iniciar la línea etnográfica de su trabajo académico: Organización social de la Guajira (1950) y Criaturas del Caragabí, un estudio etnográfico de los indios del Chocó. El primer texto estaba enfocado a visualizar cómo la cultura indígena wayúu desarrolla su cosmovisión desde el momento del nacimiento hasta la muerte, y los principales ritos que se ejecutan en esta organización social: el matrimonio, la maternidad, la familia, así como el cacicazgo y el sistema clanil, el derecho consuetudinario, la leyes de herencia y la esclavitud.
Los métodos y técnicas de investigación usados fueron las encuestas a profundidad y la observación participante. Por el contrario, la etnografía de los indios del Chocó, en coautoría con su esposo analiza el rol de la mística y la figura del chamán, constituyendo una premisa base para el estudio de las comunidades indígenas en Colombia, que bajo el enfoque del entonces Instituto Etnológico Nacional, tendrían como objetivo recobrar el significado de lo amerindio, parte fundamental de la identidad nacional.
Bajo el periodo presidencial de Laureano Gómez (1950-1951) Colombia se encontraba asediada por una fuerte agitación social y política, por lo cual la Escuela Normal Superior cerró sus puertas y las investigaciones en el campo de las ciencias sociales quedaron suspendidas. Esto se debió en parte a que a sus estudiantes se les catalogaba como comunistas, lo cual implicaba riesgosas consecuencias. Es por esto que Virginia Gutiérrez de Pineda decide retornar a Santander a dictar la asignatura de geografía en una escuela secundaria.

### Antropología social y médica
Paralelamente, Virginia Gutiérrez de Pineda se acerca la enfoque que le llamó la atención en su época más temprana de juventud, la medicina, desde la cual profundizará en estudios de maestría en Antropología Social y Médica, trasladándose en compañía de su esposo a la Universidad de California en Berkeley a través de una beca de la Fundación Guggenheim. Más adelante instauraría dicha rama de la disciplina hasta ahora desconocida en los estudios colombianos, difiriendo de las premisas expuestas por docentes como Paul Rivet. 
A su regreso al país dictará una cátedra homónima a su maestría en la Escuela de Salud Pública de la Facultad de Medicina de la Universidad Nacional de Colombia. En esta resaltó los obstáculos de las políticas públicas y sociales de salud en Colombia, y señaló las prácticas medicinales populares que indaga en su trabajo antropológico con comunidades indígenas, negras y campesinas orientadas por la relación médico-paciente. Así se visibiliza cómo en las culturas tradicionales se desarrolla la existencia de una relación tripartita entre magia, religión y curanderismo.

### Estudios culturales sobre la familia
Virginia Gutiérrez de Pineda narró que en 1955 asistió a un seminario de sociología en Bogotá, donde se abordó el tema de la familia en Colombia, allí se hizo evidente el poco conocimiento que se tenía en la academia sobre esto, y la necesidad de este conocimiento para comprender múltiples fenómenos sociales en Colombia, es por esto que decidió dedicarse a su estudio. Su primer trabajo sobre el tema fue La familia en Colombia: estudio antropológico (1962), posteriormente publicaría La familia en Colombia. Trasfondo histórico (1963), obra en la cual, consciente de la necesidad de investigar las raíces históricas de la institución de la familia en Colombia, se encargó de analizar la forma en que las culturas indígena, negra y blanca constituyen la familia a lo largo de la historia. A partir de una revisión documental de fuentes historiográficas, realizó la conceptualización teórica de los sistemas de parentesco, filiación, residencia, matrimonio, las reglas de sucesión y herencia, de las diferentes poblaciones y épocas.
Posteriormente, Virginia Gutiérrez de Pineda escribe su obra más conocida Familia y cultura en Colombia (1963), continuación del libro La familia en Colombia: estudio antropológico (1962), y La familia en Colombia: Trasfondo histórico (1963). En esta nueva obra utilizó todo el conocimiento histórico acumulado hasta entonces, como base para el análisis de la familia de mediados del siglo XX. Mientras adelantaba la investigación, se percató de las diferencias culturales entre regiones del país, por lo que zonificó al país en diferentes complejos culturales, determinados por su dimensión geográfica y étnica: el complejo santandereano o neohispánico, el del litoral fluvio-minero o negroide, el de la montaña o antioqueño y el andino o americano. Esta categorización regional de Colombia trascendió los estudios sobre la familia para integrarse con los estudios en ciencias sociales de todo el país, pues en ella se utilizaron diversos indicadores físicos, sociales e históricos, sobre el contexto que interactuaba con la institución de la familia.
Su método de investigación se consolida con la utilización de nuevas técnicas y la conjugación de estas, incluyendo el método comparativo, la entrevista profunda y superficial, la observación participante, la cuantificación de algunos fenómenos y la revisión de fuentes históricas. Tras esta investigación, concluye que no existe una generalidad de la noción de familia, por el contrario, existe una gran diversidad más allá de la institución del matrimonio católico, bajo la aleación de los tres grupos raciales: blanco, indio y negro. Este último arrancado de su modus vivendi y destinado a ciertas regiones en condiciones de esclavitud.

### Aportes a los estudios de género
Antes de la década de 1980 la antropología se caracterizó por su mirada androcéntrica, que menospreciaba tanto el trabajo académico de las investigadoras, como la experiencia de las mujeres en las culturas estudiadas. Las primeras antropólogas colombianas se preocuparon, entre otras cosas, por los temas domésticos, familiares y los roles de género, dimensiones nuevas para la época. Su matrimonio con Roberto Pineda Giraldo determinó el inicio de su carrera, pues sus primeras investigaciones acompañaban las de su esposo. Aunque rápidamente se diferenciaría de este para centrarse en los aspectos de la organización social. A lo largo de toda su obra, el análisis del género está presente a través del estudio de las dinámicas familiares. Por ejemplo, en 1988 publica el libro Honor, Familia y Sociedad en la estructura patriarcal: el caso de Santander, en este describe el sistema de autoridad patriarcal como aquel caracterizado por un relación asimétrica entre hombres y mujeres, de manera que son los hombres quienes tiene la autoridad, el poder, y un estatus  que les da acceso a posiciones privativas privilegiado.

El patriarcalismo se inserta en las instituciones y la cultura a través de valores, normas, y patrones de comportamiento, y se hace evidente en lo que denominó como el código de honor. Su trabajo histórico resalta como el patriarcalismo se puede identificar desde la colonia, pues “[l]a autora subraya cómo la repartición tajante que hace el peninsular sobre los roles de género produjo que el patriarcalismo menospreciara las tareas femeninas, contra la importancia y el aprecio que se guardaba en la comunidad indígena”. Como también identificó una tendencia hacia el debilitamiento del sistema patriarcal debido a la introducción de la mujer al mercado laboral, la flexibilización del enclaustramiento familiar y la educación a la par que el hombre. Pese a no reconocerse como feminista, en su trabajo representó el inicio de los estudios de género en el país. Sobre esto cabe resaltar que:
[L]os trabajos de Alicia Dussan y Virginia Gutiérrez no redefinieron los esquemas conceptuales desde los cuales se abordaban las relaciones entre hombres y mujeres, no interrogaron la “naturalidad” de la división sexual del trabajo o las asociaciones prevalecientes entre naturaleza/feminidad y cultura/masculinidad [...]. Su gran mérito reside en haber abordado temas como la familia, la socialización y las características sexuadas de los procesos socioculturales en un contexto que les restaba importancia y los consideraba asuntos menores para la disciplina.

## Reconocimientos
Virginia Gutiérrez de Pineda ha sido reconocida mediante varias distinciones: Beca del Departamento de Santander, para ingresar a la Escuela Normal Superior; doblemente becaria de la John Simon Guggenheim Memorial Foundation; medalla al mérito Camilo Torres (1963); Mujer del año en Colombia (1967); premio de la Fundación Alejandro Ángel Escobar(1983); medalla de oro al Mérito Científico, del Congreso Interamericano de Familia (1983); y homenaje de la Universidad de los Andes por el Año Internacional de la Familia (1984).
Adicional, se le otorgó por parte del gobierno nacional la condecoración y medalla al mérito Ester Aranda. A sus treinta años de cátedra universitaria se le otorgó el mérito de elevarla a la categoría de Profesora Honoraria de la Universidad Nacional de Colombia. En 1994 la Asociación Colombiana para el Avance de la Ciencia (ACAC) y el banco Granahorrar entregaron el quinto premio Nacional al Mérito Científico a la antoropóloga Virginia Gutiérrez de Pineda en la categoría vida y obra.

## Obras
- Organización social en la Guajira (1948).
- Alcohol y cultura en una clase obrera de Bogotá (1953).
- Causas culturales de la mortalidad infantil (1955).
- En el mundo espiritual del indio Chocó (1958).
- El país rural colombiano (1958).
- Tensiones del odio en la pequeña comunidad: antagonismos en los estratos sociales (1960).
- La medicina popular en Colombia: Razones de un arraigo (1961).
- La familia en Colombia: estudio antropológico (1962).
- La familia en Colombia. Trasfondo histórico (1963).
- Familia y cultura en Colombia (1968).
- Tradicionalismo y familia en Colombia. Trasfondo familiar del menor con problema civil (1973).
- Status y rol de la mujer colombiana, la condición jurídica y social de la mujer como factor que influye en la fecundidad (ponencia presentada en Santo Domingo) (1973).
- Imágenes y papel de hombres y mujeres en Colombia (1975).
- Estructura, función y cambio de la familia en Colombia (1975).
- Status de la mujer en la familia (1977).
- El Gamín. Su albergue social y su familia (1978).
- Ciclo vital y chamanismo entre los indios chocó (1984 - 1985).
- La mujer en la educación, el trabajo y la ley en América Latina (1985).
- Medicina tradicional en Colombia (1985).
- Trabajo femenino y familia (1986).
- La familia en Cartagena de Indias (1987).
- Honor, familia y sociedad en la estructura patriarcal: el caso de Santander (1988).
- Función de la magia en situaciones de conflicto (1989).
- Criaturas de Caragabí (1999).
- Miscegenación y cultura en Colombia colonial 1750-1810 (1999).